# 埃特鲁布勒
埃特鲁布勒（法語：Étroubles，法語發音：[etʁubl]）是意大利瓦莱达奥斯塔大区的一个市镇。总面积39平方公里，人口498人，人口密度12.8人/平方公里（2009年）。ISTAT代码为007026。